# Paul Valéry
Paul Ambroise Valéry (n. 30 octombrie 1871, Sète – d. 20 iulie 1945, Paris) a fost un scriitor francez, autor de poeme și eseuri, reprezentant al simbolismului tardiv în literatura franceză.

## Date biografice
După absolvirea liceului, Valéry se înscrie în 1889 la facultatea de drept din Montpellier. În acest an publică primele sale versuri în stil simbolist în revista "Revue maritime de Marseille". În 1892 se stabilește la Paris, unde frecventează cercul de poeți grupați în jurul lui Stéphane Mallarmé, cunoaște pe scriitorul André Gide și se împrietenește cu pictorul Edgar Degas. Versurile simboliste scrise între 1889 și 1898, pe linia creațiilor lui Mallarmé și Verlaine, vor fi publicate mai târziu sub titlul "Album de vers anciens" ("Album de versuri vechi", 1921). Începând din anul 1892, face în fiecare dimineață însemnări în caietele sale, care vor fi publicate după moartea sa în 29 de volume ("Cahiers", 1957-1961), cuprinzând reflecții, eseuri, anecdote, aforisme și desene, cu tematică foarte variată, de la modele fizico-matematice la comentarii asupra vieții interioare, emoțiilor resimțite, proceselor de conștiință sau stărilor de vis.
În anii 1894-1900 lucrează ca redactor cultural în ministerul de război, apoi - până în 1922 - este secretar particular al lui Édouard Lebey, directorul agenției de informații "Havas". După Primul război mondial, Paul Valéry devine un fel de "poet oficial" al Franței, din 1924 este președinte al "Pen Clubului" francez, în 1925 este ales membru al "Academiei Franceze", în 1936 este numit președinte al comisiei de cooperare culturală pentru expoziția universală din Paris, din 1937 deține catedra de poezie la Collège de France. În cursul celui de al doilea război mondial refuză să colaboreze cu autoritățile de ocupație germane și este îndepărtat din funcția de administrator al centrului universitar din Nisa. Paul Valéry moare la 20 iulie 1945 în Paris.

## Opera literară
În scrierile sale teoretice, Valéry pornește de la ideea unei realități autonome a limbajului literar, se confruntă cu problema conștiinței artistice și își mărturisește îngrijorarea cu privire la perenitatea civilizației, viitorul libertății spirituale și retroacțiunea progresului asupra omului. Renumele său literar provine totuși, în cea mai mare măsură, din opera sa poetică, în care - sub influența lui Stéphane Mallarmé - predomină măiestria formală și mai puțin sensul inspirației artistice, folosind alegoria în exprimarea conflictului permanent dintre intelect și simțământ. Valéry dezvoltă teoria semnificației multiple a poeziei: "Versurile mele au sensul care li se dă în momentul lecturii. Ar fi o mare greșeală - care ar contrazice esența poeziei - să se afirme că fiecare poezie corespunde unei anumite intenții reale și unice a autorului"

### Opera poetică
- "La jeune parque", 1917
- "Album des vers anciens", 1920
- "Le cimetière marin", 1920
- "Charmes", 1922

### Eseuri și proză literară
- "Introduction à la méthode de Léonard de Vinci", 1895
- "La soirée avec monsieur Teste", 1896
- "Essai d'une conquête méthodique", 1897
- "La Crise de l’esprit"  (Criza spiritului), 1919
- "Eupalinos ou l'architecte", 1923
- "L'âme et la dance", 1923
- "Variétés", 1924-1944
- "Regards sur le monde actuel", 1931
- "Pièces sur l'art", 1931
- "L'Idée fixe ou Deux Hommes à la mer", 1932
- "Discours en l'honneur de Goethe", 1932
- "Degas, danse, dessin", 1936
- "Discours aux chirurgiens", 1938
- "Philosophie de la danse", 1939
- "Mauvaises pensées et autres", 1942
- "Tel quel", 1941-1943
- "Cahiers", postum 1957-1961